# System zarządzania polem walki
System zarządzania polem walki (ang. battlefield management system, BMS) – zintegrowane oprogramowanie i sprzęt mające za zadanie wsparcie planowania, dowodzenia i łączności w siłach zbrojnych oraz kierowania i łączności w strukturach zarządzania kryzysowego.  
Systemy BMS rozwijane w Polsce:
- "C3ISR" firmy Comarch[1]
- "Trop" i "Fonet" firmy WB Electronics[2][3]
- "Hektor" firmy KenBIT[4]
- "Jaśmin" firmy TELDAT[5]